# Сугимото, Кёта
Кёта Сугимото (яп. 杉本 京太 Сугимото Кё:та, 20 сентября 1882 — 26 декабря 1972) — японский изобретатель, уроженец префектуры Окаяма, запатентовавший в 1929 году японскую печатную машинку на 2400 иероглифов. В 1985 году Кёта Сугимото был назван одним из десяти самых известных изобретателей Японии, в списке такие изобретатели, как Сакити Тоёда (отец Киитиро Тоёды), Кокити Микимото и др.